# هاريسون باول
هاريسون باول (بالإنجليزية: Harrison Powell)‏ (1 يونيو 1995 في المملكة المتحدة - ) هو لاعب كريكت بريطاني.

## وصلات خارجية
- هاريسون باول على موقع إي آس بي آن كريك إنفو (الإنجليزية)